# Porites excavata
Porites excavata là một loài san hô trong họ Poritidae. Loài này được Claereboudt mô tả khoa học năm 2006.